# 心聲 (歌曲)
《心聲》（英語：The Voice Within）是美國歌手克莉絲汀·阿奎萊拉的一首歌曲，收錄於其第4張錄音室專輯《裸》。該歌曲由阿奎萊拉與格倫·巴拉德共同創作，其製作則由後者完成。《心聲》是一首鋼琴抒情曲，其歌詞與相信自己的心聲相關。歌曲於2003年10月27日由RCA唱片作為《裸》的第5支也是最後一支單曲派往美國當代流行電台和成人当代電台發行，亦以加大單曲的形式在商店銷售。
歌曲發行後獲得了主流樂評的好評，樂評稱其為勵志抒情歌，并稱讚了阿奎萊拉的強而有力的演唱。一些樂評則將歌曲與席琳·狄翁和瑪麗亞·凱莉的進行比較。商業上，歌曲最高排美國《告示牌》百强单曲榜第33名，並在澳大利亞、愛爾蘭、瑞士和英國進入了榜單前10。
歌曲的音樂錄像帶由大衛·拉切貝爾執導，以黑白和單鏡頭的手法拍攝。錄影帶獲得了2004年MTV音樂錄影帶大獎的3項提名。阿奎萊拉在愛妳無罪與裸巡迴演唱會和裸巡迴演唱會現場表演了歌曲。《心聲》曾在許多選秀節目被翻唱。

## 錄音與作曲
《心聲》由阿奎萊拉與格倫·巴拉德共同創作，其製作則由後者完成。歌曲在美國加利福尼亚州洛杉矶好莱坞的唱片工場以及北好萊塢的NRG錄音室錄製。其錄製工作由斯科特·坎貝爾完成，其混錄則由彼得·莫克蘭著手。該歌曲的低音部分由麥克·埃利鬆多表演，爵士鼓由麥特·張伯倫演奏。巴拉德亦在曲中和約翰·古演奏吉他，和藍迪·凱伯演奏鍵盤樂器。音樂上，《心聲》是一首由鋼琴帶動的抒情曲。歌曲以G大調創作，其節拍為66拍每分鐘的中等慢速節拍。阿奎萊拉在歌曲中的音域介於D3和F♯5之間。樂評認為其演唱強而有力。《心聲》是一首勵志歌曲，其歌詞與相信自己的內心和尋找內心的力量相關。
阿奎萊拉回憶道：“我在20歲還是21歲時寫了這首歌，那是我人生中被迫在許多方向上做出選擇的一段時期。”

## 專業評價

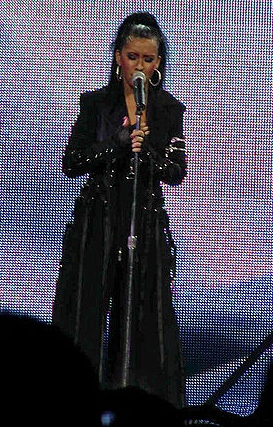
阿奎萊拉在「裸全球巡迴演唱會」上表演歌曲。

《心聲》發行後獲得了主流樂評的好評。《告示牌》的查克·泰勒讚賞歌曲「嘆為觀止與流動自然」的旋律，指出「阿奎萊拉獻出也許是她至今最自信的聲樂，有如穿越雲層成為天堂的合唱團一員一樣，使人聽得拳頭顫抖」。泰勒亦特別指出歌曲「是一首鼓舞人心的作品，並展現這位歌手能夠控制她的聲音不像以往令人討厭的形象一樣」。《Spin》的喬許·昆以「令人神魂顛倒的青少年版席琳·狄翁抒情歌」形容作品。 《偏锋杂志》薩爾·辛奎曼尼給予歌曲非常正面的評價，形容歌曲為「鼓舞人心」的抒情歌，並讚揚阿奎萊拉有力的聲樂 。《CD宇宙》亦讚賞了阿奎萊拉「渾厚而低沉」的聲音，並把歌曲與瑪麗亞·凱莉的作品作比較。《衛星音樂網》的評論家阿曼達·默里則批評歌曲「俗氣」而且「從頭到尾都一樣用力」。《Wetpaint》的雷切爾·麥克雷迪讚許了歌曲鼓舞人心的旋律，並稱歌曲「使我們每次聽它的時候都會落淚」。

## 商業成績
在2003年11月29日，《心聲》空降美國《告示牌》百強單曲榜第62位，成為當週最高空降排名單曲。在2003年12月6日當週，歌曲排名上升至第57位。歌曲排名於下一週再躍升至第46位。歌曲在進榜第四週升至第36位。在2004年1月10日當週，歌曲升至其最高排名的第33位。歌曲成為阿奎萊拉第11首打進該榜前40位的單曲，並於榜單逗留了16週。歌曲亦登上了主流四十強單曲榜第11位、當代成人單曲榜第16位，以及成人四十強單曲榜第33位。
在加拿大，歌曲打進了加拿大百強單曲榜第10位。在歐洲地區，歌曲獲得了普通的商業成功，包括登上多個國家排行榜前10位。歌曲亦打進了澳洲單曲榜前10位，並登上最高第8位，成為專輯第五支打進前10位的單曲。在瑞士，《心聲》與《下流》一同成為《裸》於該地排行最高的單曲，並打進榜單前3位。

## 音樂錄像帶
歌曲的音樂錄像帶由大衛·拉切貝爾拍攝，拉切貝爾亦曾拍攝《下流》與《不能打壓我們》的音樂錄像帶。他向音樂電視網新聞解釋錄像帶的意念：「『裸』一詞有各種各樣的含義。我希望以單鏡頭的形式拍攝。裡面只有她跟這出色的聲音。而且不被任何事物所蓋過。她試著成長成為一名藝術家，並在這路上接受著各種各樣的挑戰，而很多時候人們都會讓這些事情蓋過她的才能與天賦。我希望把這一切帶來作這張專輯的壓軸。」錄像帶以阿奎萊拉的特寫畫面開始，並一路拉遠鏡頭看見她穿著襯裙坐在廢棄的道具室的身影。錄像帶以單鏡頭與全黑白色調拍攝，阿奎萊拉在錄像帶中走過不同房間，並離開了建築物最後躺上了一個燈箱。錄像帶於洛杉磯下城一個無人的劇院取景拍攝，並受到結構現實主義作品啟發。錄像帶獲得了2004年MTV音樂錄影帶大獎的三項提名：「MTV音樂錄影帶大獎最佳女歌手錄影帶」、 「MTV音樂錄影帶大獎最佳人氣獎」以及「MTV音樂錄影帶大獎最佳攝影獎」。

## 現場表演與翻唱版本
阿奎萊拉於與賈斯汀·提姆布萊克共同舉行的「愛你無罪與裸演唱會」上演唱過《心聲》。在2003年年底的「裸全球巡迴演唱會」上亦演唱了同曲。表演片段其後收錄於映像作品《Stripped Live in the U.K.》中。阿奎萊拉於2014年在吉隆坡的演唱會上再次演了歌曲。在2016年，阿奎萊拉亦在「第15屆摩洛哥瑪瓦奇納國際音樂節」上，阿奎萊拉亦演唱了歌曲。
2005年10月3日，羅克珊·勒布雷斯於澳洲歌唱比賽「澳洲偶像」的第三季九強表演上翻唱了《心聲》。雖然表演獲評判讚賞，她最後仍然被淘汰出局。2006年3月28日，凱薩琳·麥菲在「美國偶像」的第五季第24場演出上現場演唱了歌曲，並成為倒數後兩名之一。西蒙·高維爾把麥菲的才能與阿奎萊拉作比較，指她的表演跟原唱者差不多好。梅利茲·塞爾曼亦在2006年電視劇「你如何像瑪利亞一樣解決問題?」上翻唱了《心聲》在2009年，女子音樂組合諾蘭組合於「I'm in the Mood Again」的演唱會上翻唱了歌曲。
香港歌手鄧紫棋於她2010年專輯《My Secret Limited Edition》翻唱了歌曲的錄音室版本。傑西卡·羅賓遜亦於同年的劇集「在彩虹下」翻唱了《心聲》。2012年5月26日，選手露絲·布朗在「英國之聲」第一季準決賽上演唱了歌曲並感動落淚。布朗稱自己在學校過得很不順，對於歌曲非常感同身受。評判湯·鍾士讚揚了她的表演：「歌曲的故事對她非常有意義，我認為這位女孩比起她自覺更加堅強」，「你不只是把它唱出來，而是把它注入生命」。2013年6月8日，11歲的阿里桑德拉·利班蒂諾在「英國達人」第七季的總決賽上演唱了歌曲。在「美國之聲」中屬於阿奎萊拉隊伍的選手克里斯·曼恩與潔琪·李在節目的第二季跟第五季都演唱過歌曲。在羅馬尼亞版「X音素」上，特奧多拉·薩瓦在決鬥環節上演唱了《心聲》。她的表演被讚賞充滿活力，得到評判、觀眾以至競爭對手全場喝采，並得到了最終演出的機會。

## 曲目列表
| 加拿大CD單曲 | 加拿大CD單曲                                              | 加拿大CD單曲                         | 加拿大CD單曲 |
| 曲序         | 曲目                                                      | 词曲                                 | 时长         |
| ------------ | --------------------------------------------------------- | ------------------------------------ | ------------ |
| 1.           | The Voice Within（Radio Edit）                            | 阿奎萊拉 格倫·巴拉德 （ 英语 ： Glen Ballard）   | 4:15         |
| 2.           | Fighter（Freelance Hellraister "Thug Pop" Extended Edit） | 阿奎萊拉 斯科特·史托赫 （ 英语 ： Scott Storch） | 5:11         |

| 迷你CD單曲 | 迷你CD單曲       | 迷你CD單曲         | 迷你CD單曲 |
| 曲序       | 曲目             | 词曲               | 时长       |
| ---------- | ---------------- | ------------------ | ---------- |
| 1.         | The Voice Within | 阿奎萊拉 巴拉德    | 5:04       |
| 2.         | I'm OK           | 阿奎萊拉 琳达·佩里 | 5:18       |

| DVD單曲 | DVD單曲                           | DVD單曲         | DVD單曲 |
| 曲序    | 曲目                              | 词曲            | 时长    |
| ------- | --------------------------------- | --------------- | ------- |
| 1.      | The Voice Within（Album Version） | 阿奎萊拉 巴拉德 | 5:04    |
| 2.      | Beautiful（Fug Remix）            | 琳达·佩里       | 5:47    |
| 3.      | The Voice Within（Video）         | 阿奎萊拉 巴拉德 | 5:04    |
| 4.      | Photo Gallery                     |                 |         |

| 加大單曲 | 加大單曲                                                      | 加大單曲                                  | 加大單曲 |
| 曲序     | 曲目                                                          | 词曲                                      | 时长     |
| -------- | ------------------------------------------------------------- | ----------------------------------------- | -------- |
| 1.       | The Voice Within（Album Version）                             | 阿奎萊拉 巴拉德                           | 5:04     |
| 2.       | The Voice Within（Radio Edit）                                | 阿奎萊拉 巴拉德                           | 4:15     |
| 3.       | Beautiful（Fug Remix）                                        | 佩里                                      | 5:47     |
| 4.       | Can't Hold Us Down（featuring Lil' Kim) (Da Yard Riddim Mix） | 阿奎萊拉 史托赫 麥特·莫利斯 （ 英语 ： Matt Morris (musician)） | 4:16     |

| 12英吋單曲 | 12英吋單曲                                                    | 12英吋單曲             | 12英吋單曲 |
| 曲序       | 曲目                                                          | 词曲                   | 时长       |
| ---------- | ------------------------------------------------------------- | ---------------------- | ---------- |
| 1.         | The Voice Within（Album Version）                             | 阿奎萊拉 巴拉德        | 5:04       |
| 2.         | Beautiful（Fug Remix）                                        | Perry                  | 5:47       |
| 3.         | Can't Hold Us Down（featuring Lil' Kim) (Da Yard Riddim Mix） | 阿奎萊拉 史托赫 莫利斯 | 4:16       |
| 4.         | Can't Hold Us Down（featuring Lil' Kim) (Medasyn Mix）        | 阿奎萊拉 史托赫 莫利斯 | 4:11       |

## 製作名單
製作名單來自《裸》CD內頁。
錄音室
- 錄製（唱片工場（英语：The Record Plant），洛杉磯，加利福尼亞州）、（NRG錄音室，北荷里活（英语：North Hollywood），洛杉磯，加利福尼亞州）

製作群
- 聲樂 - 克莉絲汀·阿奎萊拉
- 詞曲創作 – 克莉絲汀·阿奎萊拉、葛倫·巴拉德（英语：Glen Ballard）
- 製作 – 葛倫·巴拉德
- 錄製 – 斯科特·坎貝爾
- 混錄（英语：audio mixing (recorded music)） – 彼得·莫克蘭
- 貝斯 – 麥克·埃利鬆多（英语：Mike Elizondo）
- 鼓 – 麥特·張伯倫（英语：Matt Chamberlain）
- 吉他 – 葛倫·巴拉德、約翰·郭斯
- 鍵盤 – 葛倫·巴拉德、藍迪·凱伯

## 榜單
| 榜單（2003年－2004年）               | 最高 排位 |
| ------------------------------------ | --------- |
| 澳大利亚（澳大利亚唱片业协会單曲榜） | 8         |
| 奥地利（Ö3四十强单曲榜）             | 7         |
| 比利时佛兰德（Ultratop五十强单曲榜） | 14        |
| 比利时瓦隆（Ultratop五十强单曲榜）   | 40        |
| 加拿大单曲榜                         | 10        |
| 丹麥（Hitlisten单曲榜）              | 9         |
| 歐洲（European Hot 100）             | 13        |
| 德国（德國官方單曲榜）               | 13        |
| 匈牙利（四十强电台榜）               | 8         |
| 愛爾蘭（愛爾蘭唱片音樂協會单曲榜）   | 4         |
| 意大利（意大利音乐产业联盟单曲榜）   | 19        |
| 荷兰（荷蘭四十強單曲榜）             | 6         |
| 新西兰（新西兰唱片音乐协会单曲榜）   | 16        |
| 挪威（世道單曲榜）                   | 13        |
| 蘇格蘭（官方榜单公司單曲榜）         | 10        |
| 瑞典（瑞典最熱榜）                   | 10        |
| 瑞士（瑞士热门音乐榜）               | 3         |
| 英國（官方榜单公司單曲榜）           | 9         |
| 美國《告示牌》百强单曲榜             | 33        |
| 美國（《告示牌》成人當代單曲榜）     | 16        |
| 美國（《告示牌》Adult Pop Airplay）  | 33        |
| 美國（《告示牌》Pop Airplay）        | 11        |

| 榜單（2003年）             | 排位 |
| -------------------------- | ---- |
| 英國（官方榜單公司單曲榜） | 195  |
| 榜單（2004年）             | 排位 |
| 奧地利（Ö3四十強單曲榜）   | 37   |
| 瑞士（瑞士熱門音樂榜）     | 35   |

## 發行歷史
| 國家 | 日期           | 形式         | 廠牌         | 來源   |
| ---- | -------------- | ------------ | ------------ | ------ |
| 美國 | 2003年10月27日 | 當代流行電台 | RCA唱片      | [ 63 ] |
| 美國 | 2003年10月27日 | 成人当代電台 | RCA唱片      | [ 64 ] |
| 德國 | 2003年12月8日  | 加大單曲     | 索尼音樂娛樂 | [ 65 ] |
| 英國 | 2003年12月8日  | 12英吋單曲   | 索尼音樂娛樂 | [ 66 ] |
| 英國 | 2003年12月8日  | DVD單曲      | 索尼音樂娛樂 | [ 67 ] |
| 英國 | 2003年12月8日  | 加大單曲     | 索尼音樂娛樂 | [ 68 ] |

## 外部連結
- YouTube上的歌曲的官方音樂錄影帶